# Pietje Puk
Pietje Puk is een jeugdboekenserie geschreven door Henri Arnoldus, rondom de gelijknamige hoofdpersoon. De tekeningen zijn van Carol Voges.
Het eerste boek over Pietje Puk verscheen in 1958. De 47 titels werden allemaal uitgegeven door Uitgeverij De Eekhoorn. Het leesniveau van de boekjes is AVI 8 of leesindex A 83. Van de boeken zijn er ook luister-cd's verschenen. Op deze cd's is Hellen Huisman de verteller van de verhalen en deed zij tevens de stemmen van de vrouwelijke personages. Hans Pauwels deed de stemmen van de mannelijke personages, waaronder de stem van Pietje Puk. 

## Pietje Puk
Pietje Puk is de postbode van Keteldorp, een klein dorpje in Nederland met slechts 10 straten en zo'n 400 inwoners. Hij is de vriend van alle kinderen. Hij staat altijd voor anderen klaar en helpt bijvoorbeeld  het zilveren huwelijksfeest van agent Langdraad te organiseren. Daarnaast haalt hij ook dolle streken uit.
Hij woont in een post- en telegraafkantoortje met slechts één loket. Het heeft groene ruitjes en een rode deur. Hij doet steeds geheimzinnig over zijn echte leeftijd, maar in boek 20, Pietje Puk en zijn vrienden, wordt Pietje 50 jaar en 25 jaar postbode op dezelfde vrijdag.

## Dieren
Pietje Puk is een dierenvriend en houdt er in de loop van de tijd een aantal dieren op na:
Dubbeldikkat, vanaf deel 1
Krikkiepapegaai, vanaf deel 3
Spitsoorherdershond, vanaf deel 8
Jokkierenpaard, van deel 13 tot en met deel 15
Kokkieaap, van deel 19 tot en met deel 21

## Personages
Pietje PukPostbode
Bartje SuikerbalKruidenier
Basje SpattebordFietsenmaker
BazemanBurgemeester
Bertus KromspijkerTimmerman
BobbelNotaris
Bram BomSlager en dirigent
Dun van NaaldKleermaker
FijnebolBakker
Heintje ReutelfleutEigenaar manege in Vorsdorp
Henkie TentzeilUitbater van een camping
FlipseCrimineel (Amsterdam)
Guusje ScherpeschaarKapper
Jaapje TierelierVoddenman
Jan de KnalpotGaragehouder
Jan KnarMuzikant (grote trom), vanaf deel 14 met pensioen
Jan StoppelCrimineel en stroper, vanaf deel 18 tuinman tot deel 25
Jantje ParfumDrogist
Jantje VeldslaTuinder
Janus DakloodLoodgieter
Katertje BlesCrimineel
Kortebes
Ko de BelBuurman
KrijnBoer (Molendorp)
LangdraadAgent
Leunes BoeboeFrietkramer
Manus PeperzakZakkenroller (Rotterdam)
PenneveerBibliotheekjuffrouw
PillebaasDokter
PrikDierenarts
Rientje SlopPostbode uit de stad
Rinus GeelfilterFotograaf
RossiniDirecteur in circus Rossini
SikkepitClown in circus Rossini
Snabbelduif
Tinus TussengasTuinman en boswachter vanaf deel 25
Toontje RatelvinkBoswachter, vanaf deel 24 met pensioen
Van TieltCrimineel (Amsterdam)
Willem KlopsteenBeeldhouwer uit Noorddorp
Willem Ruigtv-presentator (deel 31)
VriendsBoer
ZilverboorTandarts

## Boeken
1. Pietje Puk (1958)
2. Pietje Puk wordt agent (1958)
3. Pietje Puk gaat op reis
4. Pietje Puk wordt kleermaker
5. Pietje Puk gaat vissen
6. Pietje Puk viert feest (1959)
7. Pietje Puk wordt boswachter (1959)
8. Pietje Puk en zijn hond (1959)
9. Pietje Puk weet raad (1959)
10. Pietje Puk is de baas
11. Pietje Puk gaat zwerven
12. Pietje Puk in gevaar
13. Pietje Puk op jacht
14. Pietje Puk wordt muzikant
15. Pietje Puk gaat kamperen
16. Pietje Puk gaat filmen
17. Pietje Puk heeft geluk
18. Pietje Puk wordt schaatskampioen
19. Pietje Puk aan zee
20. Pietje Puk en zijn vrienden
21. Pietje Puk helpt de voetbalclub
22. Pietje Puk wordt toerist
23. Pietje Puk knapt het op (1973)
24. Pietje Puk en de winkeldief (1973)
25. Pietje Puk gaat varen
26. Pietje Puk op de rommelmarkt
27. Pietje Puk wordt clown
28. Pietje Puk wordt parachutist
29. Pietje Puk wordt brandweerman
30. Pietje Puk wordt Pietje Antiek
31. Pietje Puk op televisie (1978)
32. Pietje Puk bouwt een zwembad
33. Pietje Puk gaat paardrijden
34. Pietje Puk gaat skiën
35. Pietje Puk en de P.P. groep
36. Pietje Puk in ponypark
37. Pietje Puk op de surfplank
38. Pietje Puk redt Keteldorp
39. Pietje Puk postbode van het jaar
40. Pietje Puk in paniek
41. Pietje Puk in de knel (1992)
42. Pietje Puk fopt Keteldorp (1993)
43. Pietje Puk en het witte spook (1994)
44. Pietje Puk en het grote geheim (1995)
45. Pietje Puk gaat nooit verloren (1996)
46. Pietje Puk maakt zich boos / Pietje Puk de lucht in (2000) ISBN 90-6056-679-3

## Uitspraken
Omdat Pietje zijn leeftijd niet wil verklappen, doet hij enkele uitspraken om het antwoord te omzeilen:
- "Ik ben net zo oud als m'n handen, maar niet als m'n tanden."
- "Ik ben net zo oud als de appelboom die in m'n tuin staat."
- "Ik ben net zo oud als m'n broer in Afrika."
- "Ik ben net zo oud als m'n kleine teen."

## Trivia
- In boek 3 valt te lezen dat er maar 200 en niet 400 mensen in het dorp wonen.
- In boek 9 valt te lezen dat de kleermaker van Keteldorp 'Fijn van Naald' heet, terwijl hij Dun van Naald heet.
- In boek 15 blijkt dat Langdraad kaal is en dat hij een zwarte pruik draagt.
- In boek 20 krijgt Pietje de gouden ridderorde omdat hij 25 jaar trouw zijn plicht als postbode heeft gedaan.
- In boek 21 en in boek 39 wordt de herdershond van Pietje Snuffel in plaats van Spitsoor genoemd.
- In boek 28 wordt slager Bram Bom ook Jan Bom genoemd.
- De naam Pietje Puk (of Pietje Puck) werd vóór de jeugdboekenserie ook al gebruikt voor enkele fictieve figuren. De naam werd bekend door de revue Luilekkerland van August Reyding uit 1897 waarin de Jordaanfiguur Pietje Puck werd gespeeld door Jan Grootveld. Enkele jaren later dook de naam Pietje Puk op in de roman Boefje van Marie Joseph Brusse uit 1903. Hierin is Pietje Puk (echte naam: Piet Bongers) het vriendje van de hoofdpersoon Boefje (Jan Grovers). In tegenstelling tot Luilekkerland speelt Boefje zich af in Rotterdam. Ook in het werk van de Nederlandse auteur Nelly Hoekstra-Kapteijn keert Pietje Puck terug. In het Sinterklaasjournaal  kwam zowel in 2014 als in 2016 een vrouwelijke Piet voor met de naam Pietje Puk. Behalve de naam hebben de verschillende Pietje Puks verder geen overeenkomsten.
- In de Dikke Van Dale wordt, bij het lemma 'puk', de spotnaam 'Pietje Puk' vermeld. Hierbij wordt de variant 'Pietje Puck' vermeld, die tot uiting komt bij enkele van de hiervoor vermelde fictieve figuren, o.a. bij Nelly Hoekstra-Kapteijn.
- Pietje heeft zelf een liedje gemaakt, waardoor hij vrolijk wordt:

Een, twee, drie, vier

Pietje Puk die heeft plezier

Vijf, zes, zeven, acht

't Is Pietje Puk die altijd lacht.